# Freedom Is Peace
| Recensione                | Giudizio |
| ------------------------- | -------- |
| All About Jazz            |          |
| All About Jazz            |          |
| Los Angeles Jazz Scene    | /        |
| Geoff Wilbur’s Music Blog | /        |
| JazzWax                   | /        |
| Dan Ouellette.net         | /        |
| Concerto                  |          |
| Jazz Hot                  | /        |
| Sk.jazz                   |          |
| Kathodic                  |          |

Freedom Is Peace è il ventiquattresimo album discografico registrato da Roberto Magris per la casa discografica JMood di Kansas City ed è stato pubblicato nel 2024. Nel 1998 Magris diede vita al suo gruppo Europlane, comprendente musicisti provenienti da vari paesi dell'Europa centrale, che realizzò diversi album e si esibì attivamente in tutta Europa fino al 2003. Più di vent'anni dopo, nel 2024, il pianista riunisce una nuova versione dell’Europlane in occasione di un concerto registrato dal vivo in Austria, nell'ambito delle celebrazioni della Capitale Europea della Cultura Bad Ischl e la regione del Salzkammergut.

## Tracce
1. Freedom Is Peace – 8:52 (Roberto Magris)
2. The Island Of Nowhere – 6:56 (Roberto Magris)
3. Malay Tone Poem – 9:17 (Hotep Idris Galeta)
4. Laverne – 9:15 (Andrew Hill)
5. Something To Save From EU (You) – 12:18 (Roberto Magris)
6. When You Touch Me – 12:45 (Boaz Sharabi)
7. Loose Fit – 7:02 (Roberto Magris)
8. Hip! For The Conference – 9:09 (Roberto Magris)

## Musicisti
- Lukáš Oravec – tromba e flicorno
- Florian Bramböck – sassofono contralto e sassofono baritono
- Tony Lakatos – sassofono tenore e sassofono soprano
- Roberto Magris – pianoforte e arrangiamento
- Rudi Engel – contrabbasso
- Gašper Bertoncelj – batteria